# Campeonato Uruguayo de Segunda División 2023
El Campeonato Uruguayo de Segunda División Profesional 2023 fue el 82º torneo de segunda categoría organizado por la AUF, correspondiente al año 2023.

## Sistema de disputa
El lunes 26 de diciembre de 2022 se oficializó el sistema de disputa para esta temporada. El campeonato mantiene el formato de la temporada anterior y dará comienzo con el Torneo Competencia, un torneo a una rueda dividido en dos series de 7 equipos, en las cuales los ganadores de cada serie jugarán la final. El campeón se asegurará un cupo en los play-offs por el tercer ascenso a la Primera División, salvo que al culminar la temporada haya finalizado en zona de ascenso o descenso directo.
Durante la segunda parte del campeonato, el sistema de disputa será el tradicional de la Segunda División de Uruguay: una fase regular de todos contra todos, a dos ruedas. El sorteo del campeonato se realizó el martes 14 de febrero de 2023.
La tabla acumulada definirá al campeón y al subcampeón de la temporada, que ascenderán de manera directa a Primera División, mientras que el tercer ascenso se definirá mediante play-offs entre los siguientes 4 equipos mejor posicionados.
Los descensos a la Primera División Amateur serán dos, que se definirán mediante una tabla de promedios, donde los clubes arrastrarán sus puntajes de la temporada anterior, a excepción de los equipos que se integran a la divisional en esta temporada.

## Equipos participantes

### Ascensos y descensos
| Club      | Descendido como                                       |
| --------- | ----------------------------------------------------- |
| Albion    | 14° de la tabla del descenso de Primera División 2022 |
| Rentistas | 15° de la tabla del descenso de Primera División 2022 |
| Cerrito   | 16° de la tabla del descenso de Primera División 2022 |

| Club        | Ascendido como                                                  |
| ----------- | --------------------------------------------------------------- |
| Tacuarembó  | Campeón de la Primera División Amateur 2022                     |
| Oriental    | Subcampeón de la Primera División Amateur 2022                  |
| Bella Vista | Ganador de la promoción por un cupo en la Segunda División 2023 |
| Potencia    | Ganador de la promoción por un cupo en la Segunda División 2023 |

| Club   | Ascendido como                                   |
| ------ | ------------------------------------------------ |
| Racing | Campeón de la Segunda División 2022              |
| La Luz | Subcampeón de la Segunda División 2022           |
| Cerro  | Ganador del Play-Off de la Segunda División 2022 |

| Club            | Descendido como                                                  |
| --------------- | ---------------------------------------------------------------- |
| Central Español | Perdedor de la promoción por un cupo en la Segunda División 2023 |
| Villa Española  | Perdedor de la promoción por un cupo en la Segunda División 2023 |

### Información general
Todos los datos estadísticos corresponden únicamente a los Campeonatos Uruguayos de segunda categoría organizados por la Asociación Uruguaya de Fútbol. Las fechas de fundación de los equipos son las declaradas por los propios clubes implicados.
| Equipo             | Ciudad      | Estadio de localía           | Capacidad | Fundación               | Temporadas | Temp. Consecutivas | Títulos | Subtítulos | Indumentaria | 2022 |
| ------------------ | ----------- | ---------------------------- | --------- | ----------------------- | ---------- | ------------------ | ------- | ---------- | ------------ | ---- |
| Albion             | Montevideo  | Parque Federico Omar Saroldi | 5165      | 1 de junio de 1891      | 5          | 1                  | 1       | –          | Kelme        |      |
| Atenas             | San Carlos  | Domingo Burgueño Miguel      | 17.172    | 1 de mayo de 1928       | 20         | 5                  | –       | 2          | Mgr Sport    | 8°   |
| Bella Vista        | Montevideo  | Parque Palermo               | 4072      | 4 de octubre de 1920    | 33         | 1                  | 6       | 3          | KLO          |      |
| Cerrito            | Montevideo  | Parque Palermo               | 4072      | 28 de octubre de 1929   | 36         | 1                  | 2       | 3          | Matgeor      |      |
| Juventud           | Las Piedras | Juventud Parque Artigas      | 6148      | 24 de diciembre de 1935 | 16         | 4                  | 1       | 3          | 1935         | 10°  |
| Miramar Misiones   | Montevideo  | Parque Palermo               | 4072      | 25 de junio de 1980     | 27         | 2                  | 1       | 1          | Mgr Sport    | 5°   |
| Oriental           | La Paz      | Parque Palermo               | 4072      | 24 de junio de 1924     | 12         | 1                  | –       | –          | Mgr Sport    |      |
| Potencia           | Montevideo  | Monumental Luis Tróccoli     | 25.000    | 13 de febrero de 2001   | 1          | 1                  | –       | –          | Umbro        |      |
| Progreso           | Montevideo  | Abraham Paladino             | 3200      | 30 de abril de 1917     | 66         | 2                  | 5       | 6          | Mgr Sport    | 9°   |
| Rampla Juniors     | Montevideo  | Olímpico Pedro Arispe        | 6190      | 7 de enero de 1914      | 34         | 4                  | 5       | 4          | Mgr Sport    | 6°   |
| Rentistas          | Montevideo  | Complejo Rentistas           | 3632      | 26 de marzo de 1933     | 29         | 1                  | 4       | 3          | Kelme        |      |
| Sud América        | Montevideo  | Obdulio Varela               | 3000      | 15 de febrero de 1914   | 53         | 2                  | 7       | 4          | Starbade     | 7°   |
| Tacuarembó         | Tacuarembó  | Ing. Raúl Saturnino Goyenola | 6156      | 11 de noviembre de 1998 | 10         | 1                  | 1       | –          | Mgr Sport    |      |
| Uruguay Montevideo | Montevideo  | Parque Capurro               | 5097      | 5 de enero de 1921      | 37         | 3                  | –       | –          | Mgr Sport    | 4°   |

### Distribución geográfica de los equipos
| Localidad   | Cantidad | Equipos |
| ----------- | -------- | --- |
| Montevideo  | 10       | Albion, Bella Vista, Cerrito, Miramar Misiones, Potencia, Progreso, Rampla Juniors, Rentistas, Sud América, Uruguay Montevideo |
| La Paz      | 1        | Oriental |
| Las Piedras | 1        | Juventud |
| San Carlos  | 1        | Atenas |
| Tacuarembó  | 1        | Tacuarembó |

## Entrenadores
| Equipo             | Entrenador inicial         | Entrenadores sustitutos |
| ------------------ | -------------------------- | ----------------------- |
| Albion             | Walter Pandiani Nuevo      |                         |
| Atenas             | Edgardo Arias Nuevo        | Hugo Parga              |
| Bella Vista        | Carlos Grossmüller Nuevo   | Paulo Ortiz Interino    |
| Bella Vista        | Carlos Grossmüller Nuevo   | Danielo Núñez           |
| Cerrito            | Roland Marcenaro Continúa  | Alberto Quintela        |
| Juventud           | Guillermo de Armas Nuevo   | Alejandro Reyes         |
| Juventud           | Guillermo de Armas Nuevo   | Cristian Aldirico       |
| Miramar Misiones   | Leonardo Medina Nuevo      |                         |
| Oriental           | Carlos Aguiar Nuevo        |                         |
| Potencia           | Javier Benia Continúa      | Martín Beltrán Interino |
| Potencia           | Javier Benia Continúa      | Juan Olivera            |
| Potencia           | Javier Benia Continúa      | Leandro Silva           |
| Progreso           | Carlos Canobbio Continúa   |                         |
| Rampla Juniors     | Sebastián Cessio Nuevo     | Luis López              |
| Rampla Juniors     | Sebastián Cessio Nuevo     | Nicolás Vigneri         |
| Rentistas          | Joaquín Papa Nuevo         | Julio Fuentes           |
| Sud América        | Richard Pellejero Continúa | Jorge Casanova          |
| Sud América        | Richard Pellejero Continúa | Ramiro Martínez         |
| Sud América        | Richard Pellejero Continúa | Darlyn Gayol            |
| Tacuarembó         | Gastón Machado Continúa    | Julio Brunel Interino   |
| Tacuarembó         | Gastón Machado Continúa    | Matías Rosa             |
| Tacuarembó         | Gastón Machado Continúa    | Luis González           |
| Uruguay Montevideo | Santiago Kalemkerián Nuevo | Joaquín Boghossian      |
| Uruguay Montevideo | Santiago Kalemkerián Nuevo | Mario Szlafmyc          |

### Cambios de entrenadores
| Equipo             | Entrenador saliente        | Partidos dirigidos | Fecha de salida         | Tipo de salida     | Posición en la tabla | Entrenador entrante | Fecha de nombramiento   |
| ------------------ | -------------------------- | ------------------ | ----------------------- | ------------------ | -------------------- | ------------------- | ----------------------- |
| Uruguay Montevideo | Santiago Kalemkerián (1-5) | 5                  | 4 de abril de 2023      | Destitución        | 12°                  | Joaquín Boghossian  | 4 de abril de 2023      |
| Tacuarembó         | Gastón Machado (1-6)       | 5                  | 20 de abril de 2023     | Renuncia           | 11°                  | Julio Brunel        | 21 de abril de 2023     |
| Tacuarembó         | Julio Brunel (7)           | 1                  | 26 de abril de 2023     | Fin del interinato | 13°                  | Matías Rosa         | 26 de abril de 2023     |
| Bella Vista        | Carlos Grossmüller (1-9)   | 8                  | 15 de mayo de 2023      | Destitución        | 12°                  | Paulo Ortiz         | 15 de mayo de 2023      |
| Atenas             | Edgardo Arias (1-10)       | 9                  | 22 de mayo de 2023      | Destitución        | 14°                  | Hugo Parga          | 22 de mayo de 2023      |
| Sud América        | Richard Pellejero (1-13)   | 12                 | 10 de junio de 2023     | Común acuerdo      | 10°                  | Jorge Casanova      | 10 de junio de 2023     |
| Rampla Juniors     | Sebastián Cessio (1-13)    | 12                 | 12 de junio de 2023     | Destitución        | 7°                   | Luis López          | 13 de junio de 2023     |
| Bella Vista        | Paulo Ortiz (10-14)        | 5                  | 19 de junio de 2023     | Fin del interinato | 14°                  | Danielo Núñez       | 19 de junio de 2023     |
| Potencia           | Javier Benia (1-15)        | 14                 | 25 de junio de 2023     | Destitución        | 14°                  | Martín Beltrán      | 25 de junio de 2023     |
| Potencia           | Martín Beltrán (16-17)     | 2                  | 10 de julio de 2023     | Fin del interinato | 14°                  | Juan Olivera        | 10 de julio de 2023     |
| Juventud           | Guillermo de Armas (1-18)  | 17                 | 17 de julio de 2023     | Renuncia           | 4°                   | Alejandro Reyes     | 17 de julio de 2023     |
| Rentistas          | Joaquín Papa (1-18)        | 17                 | 17 de julio de 2023     | Destitución        | 7°                   | Julio Fuentes       | 17 de julio de 2023     |
| Sud América        | Jorge Casanova (14-22)     | 9                  | 3 de septiembre de 2023 | Destitución        | 13°                  | Ramiro Martínez     | 3 de septiembre de 2023 |
| Rampla Juniors     | Luis López (14-22)         | 9                  | 4 de septiembre de 2023 | Destitución        | 6°                   | Nicolás Vigneri     | 4 de septiembre de 2023 |
| Tacuarembó         | Matías Rosa (8-26)         | 19                 | 29 de octubre de 2023   | Destitución        | 12°                  | Luis González       | 1 de noviembre de 2023  |
| Juventud           | Alejandro Reyes (19-26)    | 8                  | 31 de octubre de 2023   | Renuncia           | 4°                   | Cristian Aldirico   | 2 de noviembre de 2023  |
| Potencia           | Juan Olivera (18-27)       | 10                 | 5 de noviembre de 2023  | Renuncia           | 14°                  | Leandro Silva       | 8 de noviembre de 2023  |
| Cerrito            | Roland Marcenaro (1-27)    | 26                 | 6 de noviembre de 2023  | Destitución        | 11°                  | Alberto Quintela    | 6 de noviembre de 2023  |
| Sud América        | Ramiro Martínez (23-28)    | 6                  | 12 de noviembre de 2023 | Común acuerdo      | 13°                  | Darlyn Gayol        | 12 de noviembre de 2023 |
| Uruguay Montevideo | Joaquín Boghossian (6-33)  | 27                 | 21 de diciembre de 2023 | Renuncia           | 3°                   | Mario Szlafmyc      | 4 de enero de 2024      |

## Torneo Competencia - "César Pintos"

### Serie A

#### Clasificación
| Pos. | Equipo             | Pts. | PJ | G | E | P | GF | GC | Dif. |  |
| ---- | ------------------ | ---- | -- | - | - | - | -- | -- | ---- |  |
| 1    | Progreso           | 14   | 6  | 4 | 2 | 0 | 11 | 2  | +9   |  |
| 2    | Rampla Juniors     | 13   | 6  | 4 | 1 | 1 | 10 | 6  | +4   |  |
| 3    | Oriental           | 10   | 6  | 3 | 1 | 2 | 8  | 4  | +4   |  |
| 4    | Albion             | 7    | 6  | 2 | 1 | 3 | 8  | 12 | −4   |  |
| 5    | Sud América        | 6    | 6  | 2 | 0 | 4 | 7  | 10 | −3   |  |
| 6    | Uruguay Montevideo | 6    | 6  | 2 | 0 | 4 | 5  | 9  | −4   |  |
| 7    | Atenas             | 4    | 6  | 1 | 1 | 4 | 3  | 9  | −6   |  |

Actualizado a los partidos jugados el 22 de abril de 2023.
 Fuente: AUF

#### Resultados
| Oriental           | 1:0 | Sud América    | Parque Palermo             | 4 de marzo | 17:00 | – | Hernán Heras    |
| Albion             | 2:0 | Rampla Juniors | Parque Federico O. Saroldi | 4 de marzo | 17:00 | – | Esteban Guerra  |
| Uruguay Montevideo | 0:1 | Progreso       | Parque Palermo             | 4 de marzo | 21:50 |   | Nicolás Vignolo |
| Libre: Atenas      |     |                |                            |            |       |   |                 |

| Progreso        | 5:0 | Atenas             | Abraham Paladino      | 10 de marzo | 17:00 |   | Anahí Fernández |
| Rampla Juniors  | 3:1 | Uruguay Montevideo | Olímpico Pedro Arispe | 11 de marzo | 9:45  |   | Bruno Sacarelo  |
| Sud América     | 4:2 | Albion             | Obdulio Varela        | 11 de marzo | 17:00 | – | Antonio García  |
| Libre: Oriental |     |                    |                       |             |       |   |                 |

| Albion             | 1:5 | Oriental       | Jardines del Hipódromo  | 19 de marzo | 16:30 | – | Andrés Martínez |
| Atenas             | 0:1 | Rampla Juniors | Domingo Burgueño Miguel | 19 de marzo | 18:30 | – | Hernán Heras    |
| Uruguay Montevideo | 0:2 | Sud América    | Parque Capurro          | 20 de marzo | 16:30 |   | Leandro Lasso   |
| Libre: Progreso    |     |                |                         |             |       |   |                 |

| Sud América    | 0:2 | Atenas             | Obdulio Varela | 25 de marzo | 16:00 | – | Nicolás Vignolo |
| Oriental       | 1:2 | Uruguay Montevideo | Parque Palermo | 26 de marzo | 16:30 | – | Anahí Fernández |
| Rampla Juniors | 2:2 | Progreso           | Obdulio Varela | 16 de abril | 11:15 |   | Eduardo Varela  |
| Libre: Albion  |     |                    |                |             |       |   |                 |

| Progreso              | 2:0 | Sud América | Abraham Paladino        | 2 de abril | 12:30 |   | Andrés Martínez |
| Uruguay Montevideo    | 1:2 | Albion      | Parque Capurro          | 2 de abril | 16:00 | – | Federico Arman  |
| Atenas                | 0:1 | Oriental    | Domingo Burgueño Miguel | 2 de abril | 16:30 | – | Santiago Motta  |
| Libre: Rampla Juniors |     |             |                         |            |       |   |                 |

| Sud América               | 1:3 | Rampla Juniors | Obdulio Varela     | 7 de abril | 15:30 | – | Daniel Rodríguez |
| Albion                    | 1:1 | Atenas         | Parque Palermo     | 7 de abril | 18:00 | – | Daniel Fedorczuk |
| Oriental                  | 0:0 | Progreso       | Complejo Rentistas | 8 de abril | 15:30 | – | Diego Riveiro    |
| Libre: Uruguay Montevideo |     |                |                    |            |       |   |                  |

| Rampla Juniors     | 1:0 | Oriental           | Parque Capurro   | 22 de abril | 15:15 | – | Esteban Guerra   |
| Progreso           | 1:0 | Albion             | Abraham Paladino | 22 de abril | 15:15 |   | Daniel Fedorczuk |
| Atenas             | 0:1 | Uruguay Montevideo | Obdulio Varela   | 22 de abril | 15:15 | – | Pablo Giménez    |
| Libre: Sud América |     |                    |                  |             |       |   |                  |

### Serie B

#### Clasificación
| Pos. | Equipo           | Pts. | PJ | G | E | P | GF | GC | Dif. |  |
| ---- | ---------------- | ---- | -- | - | - | - | -- | -- | ---- |  |
| 1    | Juventud         | 13   | 6  | 4 | 1 | 1 | 9  | 2  | +7   |  |
| 2    | Miramar Misiones | 12   | 6  | 3 | 3 | 0 | 12 | 8  | +4   |  |
| 3    | Rentistas        | 11   | 6  | 3 | 2 | 1 | 7  | 3  | +4   |  |
| 4    | Bella Vista      | 7    | 6  | 2 | 1 | 3 | 7  | 8  | −1   |  |
| 5    | Potencia         | 5    | 6  | 1 | 2 | 3 | 8  | 12 | −4   |  |
| 6    | Cerrito          | 5    | 6  | 1 | 2 | 3 | 5  | 10 | −5   |  |
| 7    | Tacuarembó       | 4    | 6  | 1 | 1 | 4 | 8  | 13 | −5   |  |

Actualizado a los partidos jugados el 23 de abril de 2023.
 Fuente: AUF

#### Resultados
| Juventud          | 3:0 | Cerrito          | Juventud Parque Artigas  | 4 de marzo | 17:00 | – | Eduardo Varela  |
| Bella Vista       | 1:1 | Miramar Misiones | Parque Palermo           | 5 de marzo | 21:50 |   | Federico Arman  |
| Potencia          | 1:1 | Rentistas        | Monumental Luis Tróccoli | 6 de marzo | 17:00 |   | Andrés Martínez |
| Libre: Tacuarembó |     |                  |                          |            |       |   |                 |

| Miramar Misiones   | 3:2 | Potencia   | Parque Palermo     | 11 de marzo | 21:50 |   | Diego Riveiro  |
| Cerrito            | 0:2 | Tacuarembó | Parque Palermo     | 12 de marzo | 17:00 | – | Santiago Motta |
| Rentistas          | 1:0 | Juventud   | Complejo Rentistas | 12 de marzo | 19:00 | – | Leandro Lasso  |
| Libre: Bella Vista |     |            |                    |             |       |   |                |

| Juventud       | 0:0 | Miramar Misiones | Juventud Parque Artigas  | 17 de marzo | 16:30 |   | Anahí Fernández |
| Potencia       | 2:1 | Bella Vista      | Monumental Luis Tróccoli | 17 de marzo | 21:30 |   | Esteban Guerra  |
| Tacuarembó     | 0:2 | Rentistas        | Ing. Raúl S. Goyenola    | 18 de marzo | 20:00 | – | Federico Arman  |
| Libre: Cerrito |     |                  |                          |             |       |   |                 |

| Rentistas        | 0:0 | Cerrito    | Complejo Rentistas | 24 de marzo | 19:00 |   | Diego Riveiro  |
| Miramar Misiones | 4:2 | Tacuarembó | Parque Palermo     | 25 de marzo | 16:30 | – | Hernán Heras   |
| Bella Vista      | 0:2 | Juventud   | Parque Palermo     | 25 de marzo | 21:00 |   | Bruno Sacarelo |
| Libre: Potencia  |     |            |                    |             |       |   |                |

| Juventud         | 2:0 | Potencia         | Juventud Parque Artigas | 1 de abril | 10:00 |   | Yimmy Álvarez    |
| Tacuarembó       | 1:3 | Bella Vista      | Ing. Raúl S. Goyenola   | 2 de abril | 17:00 | – | Jonathan Fuentes |
| Cerrito          | 2:2 | Miramar Misiones | Parque Palermo          | 2 de abril | 18:30 |   | Leandro Lasso    |
| Libre: Rentistas |     |                  |                         |            |       |   |                  |

| Potencia         | 2:2 | Tacuarembó | Monumental Luis Tróccoli | 8 de abril | 12:30 |  | Diego Riveiro   |
| Bella Vista      | 2:0 | Cerrito    | Monumental Luis Tróccoli | 9 de abril | 12:15 |  | Nicolás Vignolo |
| Miramar Misiones | 2:1 | Rentistas  | Parque Palermo           | 9 de abril | 20:30 |  | Yimmy Álvarez   |
| Libre: Juventud  |     |            |                          |            |       |  |                 |

| Cerrito                 | 3:1 | Potencia    | Parque Palermo        | 23 de abril | 10:00 |   | Anahí Fernández |
| Rentistas               | 2:0 | Bella Vista | Complejo Rentistas    | 23 de abril | 12:15 |   | Leandro Lasso   |
| Tacuarembó              | 1:2 | Juventud    | Ing. Raúl S. Goyenola | 23 de abril | 15:15 | – | Andrés Martínez |
| Libre: Miramar Misiones |     |             |                       |             |       |   |                 |

### Final
| Final del Torneo Competencia 2023; 29 de abril de 2023 | Juventud        | 1:5 (1:3) | Progreso                                                                      | Parque Alfredo Víctor Viera, Montevideo |  |
| 13:00                                                  | - J. Kleber 14' |           | - 11' M. Viera - 21' R. Mieres - 43' F. López - 76' V. Adamo - 84' A. Moreira |                                         |  |

## Fase regular

### Clasificación
| Pos. | Equipo               | Pts. | PJ | G  | E  | P  | GF | GC | Dif. |  |
| ---- | -------------------- | ---- | -- | -- | -- | -- | -- | -- | ---- |  |
| 1    | Miramar Misiones (A) | 66   | 32 | 18 | 12 | 2  | 52 | 24 | +28  |  |
| 2    | Progreso (C, A)      | 65   | 32 | 19 | 8  | 5  | 60 | 36 | +24  |  |
| 3    | Uruguay Montevideo   | 56   | 32 | 17 | 5  | 10 | 47 | 33 | +14  |  |
| 4    | Juventud             | 51   | 32 | 15 | 6  | 11 | 38 | 30 | +8   |  |
| 5    | Rentistas            | 47   | 32 | 12 | 11 | 9  | 39 | 27 | +12  |  |
| 6    | Rampla Juniors (A)   | 47   | 32 | 12 | 11 | 9  | 41 | 32 | +9   |  |
| 7    | Oriental             | 47   | 32 | 14 | 5  | 13 | 40 | 39 | +1   |  |
| 8    | Albion               | 41   | 32 | 12 | 5  | 15 | 43 | 41 | +2   |  |
| 9    | Cerrito              | 41   | 32 | 11 | 8  | 13 | 38 | 56 | −18  |  |
| 10   | Atenas               | 40   | 32 | 10 | 10 | 12 | 26 | 32 | −6   |  |
| 11   | Tacuarembó           | 39   | 32 | 11 | 6  | 15 | 43 | 49 | −6   |  |
| 12   | Bella Vista          | 29   | 32 | 8  | 5  | 19 | 24 | 48 | −24  |  |
| 13   | Sud América          | 26   | 32 | 6  | 8  | 18 | 26 | 45 | −19  |  |
| 14   | Potencia             | 21   | 32 | 3  | 12 | 17 | 24 | 50 | −26  |  |

Actualizado a los partidos jugados el 4 de diciembre de 2023.
 Fuente: AUF
Nota: Los equipos arrastran el puntaje que obtuvieron en el Torneo Competencia.
|  | Campeón. En zona de ascenso al Campeonato Uruguayo de Primera División 2024.                                    |
|  | Subcampeón. En zona de ascenso al Campeonato Uruguayo de Primera División 2024.                                 |
|  | En zona de clasificación a los play-offs por el tercer ascenso al Campeonato Uruguayo de Primera División 2024. |

### Evolución de la clasificación
| Jornada / Equipo   | 1                | 2   | 3   | 4   | 5    | 6   | 7  | 8  | 9  | 10 | 11 | 12 | 13 | 14 | 15 | 16 | 17 | 18 | 19 | 20 | 21 | 22 | 23 | 24 | 25 | 26 | 27 | 28 | 29 | 30 | 31 | 32 | 33 |   |
| ------------------ | ---------------- | --- | --- | --- | ---- | --- | -- | -- | -- | -- | -- | -- | -- | -- | -- | -- | -- | -- | -- | -- | -- | -- | -- | -- | -- | -- | -- | -- | -- | -- | -- | -- | -- | - |
| Jornada / Equipo   | Miramar Misiones | 6   | 2   | 6   | 1    | 4   | 1  | 4* | 3  | 4  | 3  | 4  | 2  | 2  | 2  | 2  | 2  | 2  | 2  | 1  | 1  | 1  | 2  | 1  | 1  | 2  | 1  | 1  | 1  | 1  | 1  | 1  | 1  | 1 |
| Progreso           | 4                | 1   | 2*  | 4** | 2**  | 2   | 1  | 1  | 1  | 1  | 1  | 1  | 1  | 1  | 1  | 1  | 1  | 1  | 2  | 3  | 2  | 3  | 3  | 3  | 3  | 3  | 2  | 2  | 2  | 2  | 2  | 2  | 2  |   |
| Uruguay Montevideo | 12               | 12  | 12  | 11  | 12   | 13* | 10 | 11 | 11 | 10 | 9  | 8  | 8  | 7  | 5  | 4  | 3  | 3  | 3  | 2  | 3  | 1  | 2  | 2  | 1  | 2  | 3  | 3  | 3  | 3  | 3  | 3  | 3  |   |
| Juventud           | 1                | 4   | 7   | 3   | 1    | 3*  | 2  | 2  | 3  | 2  | 2  | 3  | 4  | 3  | 3  | 3  | 4  | 4  | 4  | 4  | 4  | 4  | 4  | 4  | 4  | 4  | 4  | 4  | 4  | 4  | 4  | 4  | 4  |   |
| Rentistas          | 8                | 3   | 1   | 2   | 5*   | 6   | 5  | 6  | 7  | 7  | 6  | 6  | 3  | 5  | 6  | 7  | 7  | 7  | 8  | 8  | 8  | 8  | 7  | 7  | 8  | 8  | 8  | 8  | 8  | 6  | 6  | 5  | 5  |   |
| Rampla Juniors     | 13               | 9   | 5   | 7** | *6** | 5   | 3  | 5  | 6  | 5  | 5  | 4  | 7  | 8  | 8  | 8  | 8  | 8  | 7  | 7  | 6  | 6  | 6  | 6  | 6  | 7  | 7  | 7  | 6  | 8  | 7  | 7  | 6  |   |
| Oriental           | 3                | 7*  | 3   | 5   | 3    | 4   | 6  | 4  | 2  | 4  | 3  | 5  | 5  | 4  | 4  | 5  | 5  | 5  | 5  | 5  | 5  | 5  | 5  | 5  | 5  | 5  | 5  | 6  | 7  | 5  | 5  | 6  | 7  |   |
| Albion             | 2                | 8   | 10  | 10* | 8    | 8   | 8  | 7  | 5  | 6  | 8  | 7  | 6  | 6  | 7  | 6  | 6  | 6  | 6  | 6  | 7  | 7  | 8  | 8  | 7  | 6  | 6  | 5  | 5  | 7  | 8  | 8  | 8  |   |
| Cerrito            | 14               | 14  | 13* | 14  | 14   | 14  | 12 | 10 | 9  | 8  | 7  | 9  | 9  | 9  | 9  | 9  | 9  | 9  | 9  | 9  | 9  | 10 | 9  | 9  | 9  | 10 | 11 | 11 | 11 | 11 | 9  | 9  | 9  |   |
| Atenas             | 9*               | 13  | 14  | 12  | 13   | 12  | 14 | 13 | 14 | 14 | 14 | 12 | 12 | 12 | 12 | 13 | 13 | 13 | 11 | 11 | 11 | 12 | 12 | 11 | 11 | 9  | 10 | 10 | 9  | 9  | 10 | 11 | 10 |   |
| Tacuarembó         | 10*              | 5   | 9   | 9   | 11   | 11  | 13 | 14 | 10 | 11 | 11 | 11 | 11 | 10 | 10 | 10 | 10 | 10 | 10 | 10 | 10 | 9  | 10 | 10 | 10 | 12 | 9  | 9  | 10 | 10 | 11 | 10 | 11 |   |
| Bella Vista        | 5                | 10* | 11  | 13  | 9    | 7   | 7  | 9  | 12 | 12 | 12 | 13 | 13 | 14 | 13 | 12 | 11 | 11 | 12 | 13 | 12 | 11 | 11 | 12 | 12 | 11 | 12 | 12 | 12 | 12 | 12 | 12 | 12 |   |
| Sud América        | 11               | 6   | 4   | 6   | 7    | 9   | 9* | 8  | 8  | 9  | 10 | 10 | 10 | 11 | 11 | 11 | 12 | 12 | 13 | 12 | 13 | 13 | 13 | 13 | 13 | 13 | 13 | 13 | 13 | 13 | 13 | 13 | 13 |   |
| Potencia           | 7                | 11  | 8   | 8*  | 10   | 10  | 11 | 12 | 13 | 13 | 13 | 14 | 14 | 13 | 14 | 14 | 14 | 14 | 14 | 14 | 14 | 14 | 14 | 14 | 14 | 14 | 14 | 14 | 14 | 14 | 14 | 14 | 14 |   |

Nota: Los cuadros con * indican fecha libre para los equipos correspondientes durante el Torneo Competencia. Los cuadros con ** indican que los equipos culminaron la fecha correspondiente con un partido pendiente.

### Resultados

#### Primera Rueda
| Juventud           | 2:0 | Potencia         | Juventud Parque Artigas    | 6 de mayo | 10:00 |   | Nicolás Vignolo  |
| Progreso           | 3:2 | Tacuarembó       | Parque Palermo             | 6 de mayo | 12:30 |   | Daniel Rodríguez |
| Uruguay Montevideo | 1:2 | Miramar Misiones | Monumental Luis Tróccoli   | 6 de mayo | 15:30 | – | Andrés Martínez  |
| Albion             | 3:2 | Rentistas        | Parque Federico O. Saroldi | 6 de mayo | 15:30 | – | Federico Arman   |
| Atenas             | 1:1 | Cerrito          | Domingo Burgueño Miguel    | 6 de mayo | 15:30 | – | Hernán Heras     |
| Sud América        | 1:0 | Bella Vista      | Obdulio Varela             | 6 de mayo | 15:30 | – | Eduardo Varela   |
| Rampla Juniors     | 1:3 | Oriental         | Obdulio Varela             | 7 de mayo | 12:30 |   | Pablo Giménez    |

| Potencia         | 1:2 | Sud América        | Monumental Luis Tróccoli | 13 de mayo | 10:00 |   | Esteban Guerra  |
| Oriental         | 3:1 | Atenas             | Obdulio Varela           | 13 de mayo | 15:00 | – | Federico Arman  |
| Rentistas        | 3:3 | Uruguay Montevideo | Complejo Rentistas       | 13 de mayo | 15:30 | – | Diego Riveiro   |
| Tacuarembó       | 1:0 | Rampla Juniors     | Ing. Raúl S. Goyenola    | 13 de mayo | 16:00 | – | Bruno Sacarelo  |
| Miramar Misiones | 2:2 | Progreso           | Parque Palermo           | 13 de mayo | 20:15 |   | Leandro Lasso   |
| Bella Vista      | 1:5 | Albion             | Monumental Luis Tróccoli | 14 de mayo | 12:30 |   | Andrés Martínez |
| Cerrito          | 3:0 | Juventud           | Parque Palermo           | 14 de mayo | 15:00 | – | Eduardo Varela  |

| Juventud           | 1:0 | Oriental       | Juventud Parque Artigas    | 20 de mayo | 15:00 |   | Bruno Sacarelo   |
| Miramar Misiones   | 3:2 | Tacuarembó     | Parque Palermo             | 20 de mayo | 15:00 | – | Santiago Motta   |
| Albion             | 0:0 | Potencia       | Parque Federico O. Saroldi | 20 de mayo | 15:00 | – | Pablo Giménez    |
| Sud América        | 1:2 | Cerrito        | Obdulio Varela             | 20 de mayo | 15:00 | – | Daniel Fedorczuk |
| Atenas             | 1:2 | Rampla Juniors | Domingo Burgueño Miguel    | 20 de mayo | 15:00 | – | Esteban Guerra   |
| Uruguay Montevideo | 1:0 | Bella Vista    | Parque Capurro             | 21 de mayo | 12:30 |   | Leandro Lasso    |
| Progreso           | 3:1 | Rentistas      | Abraham Paladino           | 21 de mayo | 15:00 |   | Diego Dunajec    |

| Rampla Juniors | 1:1 | Juventud           | Parque Capurro        | 27 de mayo | 15:00 |   | Antonio García   |
| Potencia       | 0:1 | Uruguay Montevideo | Obdulio Varela        | 27 de mayo | 15:00 | – | Federico Arman   |
| Oriental       | 3:1 | Sud América        | Parque Palermo        | 27 de mayo | 15:00 | – | Eduardo Varela   |
| Rentistas      | 2:0 | Miramar Misiones   | Complejo Rentistas    | 27 de mayo | 17:30 |   | Hernán Heras     |
| Cerrito        | 2:1 | Albion             | Parque Palermo        | 27 de mayo | 20:00 | – | Jonathan Fuentes |
| Bella Vista    | 0:1 | Progreso           | Parque Palermo        | 28 de mayo | 12:15 |   | Nicolás Vignolo  |
| Tacuarembó     | 1:1 | Atenas             | Ing. Raúl S. Goyenola | 28 de mayo | 17:15 | – | Diego Riveiro    |

| Sud América        | 0:3 | Rampla Juniors | Obdulio Varela          | 3 de junio | 10:00 |   | Yimmy Álvarez    |
| Rentistas          | 2:0 | Tacuarembó     | Complejo Rentistas      | 3 de junio | 15:00 | – | Diego Dunajec    |
| Uruguay Montevideo | 3:0 | Cerrito        | Parque Capurro          | 3 de junio | 15:00 | – | Santiago Motta   |
| Albion             | 2:0 | Oriental       | Parque Palermo          | 3 de junio | 15:00 | – | Daniel Fedorczuk |
| Juventud           | 1:1 | Atenas         | Juventud Parque Artigas | 3 de junio | 15:00 | – | Daniel Rodríguez |
| Progreso           | 2:0 | Potencia       | Abraham Paladino        | 4 de junio | 10:00 |   | Andrés Martínez  |
| Miramar Misiones   | 4:0 | Bella Vista    | Parque Palermo          | 4 de junio | 21:30 |   | Anahí Fernández  |

| Potencia       | 0:1 | Miramar Misiones   | Obdulio Varela          | 10 de junio | 15:00 | – | Por definir |
| Atenas         | 0:0 | Sud América        | Domingo Burgueño Miguel | 10 de junio | 15:00 | – | Por definir |
| Oriental       | 0:0 | Uruguay Montevideo | Parque Palermo          | 10 de junio | 16:00 | – | Por definir |
| Cerrito        | 1:3 | Progreso           | Parque Palermo          | 10 de junio | 20:30 |   | Por definir |
| Tacuarembó     | 1:0 | Juventud           | Ing. Raúl S. Goyenola   | 11 de junio | 10:00 | – | Por definir |
| Rampla Juniors | 0:2 | Albion             | Olímpico Pedro Arispe   | 11 de junio | 12:30 |   | Por definir |
| Bella Vista    | 0:1 | Rentistas          | Obdulio Varela          | 12 de junio | 12:30 |   | Por definir |

| Progreso           | 0:2 | Oriental       | Abraham Paladino           | 17 de junio | 12:30 |   | Por definir |
| Albion             | 0:1 | Atenas         | Parque Federico O. Saroldi | 17 de junio | 15:00 | – | Por definir |
| Rentistas          | 0:0 | Potencia       | Complejo Rentistas         | 17 de junio | 16:00 | – | Por definir |
| Uruguay Montevideo | 3:0 | Rampla Juniors | Parque Capurro             | 18 de junio | 12:30 |   | Por definir |
| Bella Vista        | 1:2 | Tacuarembó     | Olímpico Pedro Arispe      | 18 de junio | 15:00 | – | Por definir |
| Sud América        | 0:1 | Juventud       | Parque Palermo             | 18 de junio | 15:00 | – | Por definir |
| Miramar Misiones   | 2:2 | Cerrito        | Parque Palermo             | 18 de junio | 20:30 |   | Por definir |

| Rampla Juniors | 0:1 | Progreso           | Olímpico Pedro Arispe   | 24 de junio | 10:00 |   | Por definir |
| Potencia       | 0:1 | Bella Vista        | Obdulio Varela          | 24 de junio | 10:00 | – | Por definir |
| Oriental       | 1:3 | Miramar Misiones   | Parque Capurro          | 24 de junio | 15:00 | – | Por definir |
| Atenas         | 0:1 | Uruguay Montevideo | Domingo Burgueño Miguel | 24 de junio | 15:00 | – | Por definir |
| Juventud       | 1:0 | Albion             | Juventud Parque Artigas | 25 de junio | 12:30 |   | Por definir |
| Tacuarembó     | 2:0 | Sud América        | Ing. Raúl S. Goyenola   | 25 de junio | 15:00 | – | Por definir |
| Cerrito        | 1:0 | Rentistas          | Parque Palermo          | 25 de junio | 20:30 |   | Por definir |

| Progreso           | 3:1 | Atenas         | Abraham Paladino           | 30 de junio | 15:00 |   | Por definir |
| Uruguay Montevideo | 4:0 | Juventud       | Parque Capurro             | 30 de junio | 15:00 | – | Por definir |
| Bella Vista        | 3:2 | Cerrito        | Obdulio Varela             | 1° de julio | 10:00 |   | Por definir |
| Potencia           | 1:1 | Tacuarembó     | Olímpico Pedro Arispe      | 1° de julio | 14:30 |   | Por definir |
| Albion             | 2:1 | Sud América    | Parque Federico O. Saroldi | 2 de julio  | 15:00 | – | Por definir |
| Miramar Misiones   | 0:0 | Rampla Juniors | Parque Palermo             | 2 de julio  | 15:00 | – | Por definir |
| Rentistas          | 0:1 | Oriental       | Complejo Rentistas         | 2 de julio  | 19:00 | – | Por definir |

| Juventud       | 1:1 | Progreso           | Juventud Parque Artigas | 7 de julio | 15:00 |   | Por definir |
| Oriental       | 0:2 | Bella Vista        | Parque Palermo          | 8 de julio | 15:00 | – | Por definir |
| Atenas         | 0:0 | Miramar Misiones   | Domingo Burgueño Miguel | 8 de julio | 15:00 | – | Por definir |
| Sud América    | 0:1 | Uruguay Montevideo | Complejo Rentistas      | 8 de julio | 15:00 | – | Por definir |
| Cerrito        | 0:0 | Potencia           | Parque Palermo          | 8 de julio | 20:00 |   | Por definir |
| Rampla Juniors | 1:1 | Rentistas          | Olímpico Pedro Arispe   | 9 de julio | 10:00 |   | Por definir |
| Tacuarembó     | 1:1 | Albion             | Ing. Raúl S. Goyenola   | 9 de julio | 15:00 | – | Por definir |

| Progreso           | 0:3 | Sud América    | Abraham Paladino      | 14 de julio | 15:00 |   | Por definir |
| Bella Vista        | 1:1 | Rampla Juniors | Obdulio Varela        | 15 de julio | 10:00 |   | Por definir |
| Rentistas          | 1:2 | Atenas         | Complejo Rentistas    | 15 de julio | 15:00 | – | Por definir |
| Uruguay Montevideo | 1:0 | Albion         | Parque Capurro        | 15 de julio | 15:00 | – | Por definir |
| Potencia           | 2:1 | Oriental       | Olímpico Pedro Arispe | 15 de julio | 15:00 | – | Por definir |
| Cerrito            | 2:1 | Tacuarembó     | Parque Palermo        | 15 de julio | 15:00 | – | Por definir |
| Miramar Misiones   | 1:0 | Juventud       | Parque Palermo        | 16 de julio | 20:30 |   | Por definir |

| Albion             | 3:0 | Progreso         | Parque Palermo          | 22 de julio | 10:00 |   | Por definir |
| Juventud           | 2:0 | Rentistas        | Juventud Parque Artigas | 22 de julio | 15:00 | – | Por definir |
| Uruguay Montevideo | 3:0 | Tacuarembó       | Parque Capurro          | 22 de julio | 15:00 | – | Por definir |
| Sud América        | 0:1 | Miramar Misiones | Complejo Rentistas      | 22 de julio | 15:00 | – | Por definir |
| Atenas             | 1:0 | Bella Vista      | Domingo Burgueño Miguel | 22 de julio | 15:00 | – | Por definir |
| Rampla Juniors     | 2:0 | Potencia         | Olímpico Pedro Arispe   | 23 de julio | 15:00 | – | Por definir |
| Oriental           | 2:0 | Cerrito          | Parque Osvaldo Roberto  | 23 de julio | 15:00 | – | Por definir |

| Rentistas        | 1:1 | Sud América        | Complejo Rentistas     | 28 de julio | 19:00 | – | Por definir |
| Bella Vista      | 1:2 | Juventud           | Parque Osvaldo Roberto | 29 de julio | 10:00 |   | Por definir |
| Miramar Misiones | 1:0 | Albion             | Parque Palermo         | 29 de julio | 12:30 |   | Por definir |
| Progreso         | 1:2 | Uruguay Montevideo | Abraham Paladino       | 29 de julio | 15:00 |   | Por definir |
| Potencia         | 1:1 | Atenas             | Olímpico Pedro Arispe  | 30 de julio | 11:00 |   | Por definir |
| Cerrito          | 1:1 | Rampla Juniors     | Parque Palermo         | 30 de julio | 13:30 |   | Por definir |
| Tacuarembó       | 5:2 | Oriental           | Ing. Raúl S. Goyenola  | 30 de julio | 15:00 | – | Por definir |

#### Segunda Rueda
| Potencia         | 2:2 | Juventud           | José Pedro Damiani     | 26 de agosto | 15:30 | – | Por definir |
| Cerrito          | 0:1 | Atenas             | Parque Palermo         | 27 de agosto | 15:30 | – | Por definir |
| Tacuarembó       | 2:4 | Progreso           | Ing. Raúl S. Goyenola  | 27 de agosto | 15:30 | – | Por definir |
| Bella Vista      | 1:0 | Sud América        | Parque Capurro         | 27 de agosto | 15:30 | – | Por definir |
| Miramar Misiones | 1:1 | Uruguay Montevideo | Parque Palermo         | 27 de agosto | 20:30 |   | Por definir |
| Oriental         | 1:1 | Rampla Juniors     | Parque Osvaldo Roberto | 28 de agosto | 15:15 |   | Por definir |
| Rentistas        | 1:0 | Albion             | Complejo Rentistas     | 28 de agosto | 19:00 |   | Por definir |

| Juventud           | 1:0 | Cerrito          | Juventud Parque Artigas | 1° de septiembre | 15:15 |   | Por definir |
| Progreso           | 1:1 | Miramar Misiones | Abraham Paladino        | 2 de septiembre  | 10:00 |   | Por definir |
| Sud América        | 1:1 | Potencia         | José Pedro Damiani      | 2 de septiembre  | 15:30 | – | Por definir |
| Atenas             | 0:1 | Oriental         | Domingo Burgueño Miguel | 3 de septiembre  | 11:00 | – | Por definir |
| Rampla Juniors     | 0:1 | Tacuarembó       | Olímpico Pedro Arispe   | 3 de septiembre  | 12:30 |   | Por definir |
| Albion             | 0:1 | Bella Vista      | Parque Palermo          | 3 de septiembre  | 15:30 | – | Por definir |
| Uruguay Montevideo | 2:1 | Rentistas        | Parque Capurro          | 3 de septiembre  | 15:30 | – | Por definir |

| Bella Vista    | 1:1 | Uruguay Montevideo | Parque Palermo        | 7 de octubre | 10:00 |   | Por definir |
| Cerrito        | 2:1 | Sud América        | Parque Palermo        | 7 de octubre | 16:00 | – | Por definir |
| Potencia       | 1:3 | Albion             | José Pedro Damiani    | 7 de octubre | 16:00 | – | Por definir |
| Rentistas      | 3:0 | Progreso           | Complejo Rentistas    | 7 de octubre | 21:00 |   | Por definir |
| Tacuarembó     | 1:3 | Miramar Misiones   | Ing. Raúl S. Goyenola | 8 de octubre | 16:00 | – | Por definir |
| Rampla Juniors | 1:0 | Atenas             | Olímpico Pedro Arispe | 8 de octubre | 16:00 | – | Por definir |
| Oriental       | 2:1 | Juventud           | Parque Palermo        | 9 de octubre | 15:15 |   | Por definir |

| Albion             | 1:1 | Cerrito        | José Pedro Damiani      | 14 de octubre | 10:00 | – | Por definir |
| Juventud           | 1:2 | Rampla Juniors | Juventud Parque Artigas | 14 de octubre | 12:30 |   | Por definir |
| Uruguay Montevideo | 1:0 | Potencia       | Parque Capurro          | 14 de octubre | 16:00 | – | Por definir |
| Miramar Misiones   | 0:0 | Rentistas      | Parque Palermo          | 15 de octubre | 10:00 |   | Por definir |
| Progreso           | 2:0 | Bella Vista    | Abraham Paladino        | 15 de octubre | 12:30 |   | Por definir |
| Atenas             | 1:0 | Tacuarembó     | Mario Sobrero           | 15 de octubre | 16:00 | – | Por definir |
| Sud América        | 1:1 | Oriental       | José Pedro Damiani      | 16 de octubre | 15:00 | – | Por definir |

| Bella Vista    | 0:1 | Miramar Misiones   | Complejo Rentistas    | 20 de octubre | 20:00 |   | Por definir |
| Cerrito        | 2:6 | Uruguay Montevideo | Parque Palermo        | 21 de octubre | 10:00 | – | Por definir |
| Rampla Juniors | 1:1 | Sud América        | Olímpico Pedro Arispe | 21 de octubre | 16:00 |   | Por definir |
| Oriental       | 1:4 | Albion             | Parque Palermo        | 21 de octubre | 19:00 | – | Por definir |
| Tacuarembó     | 1:1 | Rentistas          | Ing. Raúl S. Goyenola | 21 de octubre | 19:30 | – | Por definir |
| Potencia       | 2:2 | Progreso           | José Pedro Damiani    | 22 de octubre | 10:00 |   | Por definir |
| Atenas         | 1:2 | Juventud           | Obdulio Varela        | 22 de octubre | 16:00 | – | Por definir |

| Uruguay Montevideo | 0:1 | Oriental       | Parque Capurro          | 25 de octubre | 16:00 |   | Por definir |
| Juventud           | 2:0 | Tacuarembó     | Juventud Parque Artigas | 25 de octubre | 16:00 | – | Por definir |
| Albion             | 2:1 | Rampla Juniors | Jardines del Hipódromo  | 25 de octubre | 16:00 | – | Por definir |
| Sud América        | 0:1 | Atenas         | Obdulio Varela          | 25 de octubre | 16:00 | – | Por definir |
| Miramar Misiones   | 3:0 | Potencia       | Parque Palermo          | 25 de octubre | 18:30 |   | Por definir |
| Progreso           | 4:2 | Cerrito        | Abraham Paladino        | 26 de octubre | 16:00 |   | Por definir |
| Rentistas          | 0:1 | Bella Vista    | Parque Palermo          | 27 de octubre | 16:00 | – | Por definir |

| Juventud       | 2:0 | Sud América        | Juventud Parque Artigas  | 3 de noviembre | 16:30 |   | Por definir |
| Oriental       | 0:2 | Progreso           | Parque Palermo           | 3 de noviembre | 21:30 |   | Por definir |
| Atenas         | 0:0 | Albion             | Domingo Burgueño Miguel  | 4 de noviembre | 10:00 | – | Por definir |
| Cerrito        | 1:6 | Miramar Misiones   | Parque Palermo           | 4 de noviembre | 20:00 | – | Por definir |
| Potencia       | 1:3 | Rentistas          | Monumental Luis Tróccoli | 5 de noviembre | 10:00 | – | Por definir |
| Tacuarembó     | 3:0 | Bella Vista        | Ing. Raúl S. Goyenola    | 5 de noviembre | 16:30 | – | Por definir |
| Rampla Juniors | 4:1 | Uruguay Montevideo | Olímpico Pedro Arispe    | 6 de noviembre | 16:30 |   | Por definir |

| Uruguay Montevideo | 1:2 | Atenas         | Parque Capurro   | 10 de noviembre | 16:30 | – | Por definir |
| Albion             | 3:2 | Juventud       | Parque Palermo   | 11 de noviembre | 10:00 | – | Por definir |
| Sud América        | 1:2 | Tacuarembó     | Obdulio Varela   | 11 de noviembre | 10:00 | – | Por definir |
| Miramar Misiones   | 1:0 | Oriental       | Parque Palermo   | 11 de noviembre | 21:50 |   | Por definir |
| Progreso           | 1:1 | Rampla Juniors | Abraham Paladino | 12 de noviembre | 10:00 |   | Por definir |
| Rentistas          | 1:1 | Cerrito        | Obdulio Varela   | 12 de noviembre | 10:00 | – | Por definir |
| Bella Vista        | 1:1 | Potencia       | Parque Palermo   | 12 de noviembre | 21:30 |   | Por definir |

| Juventud       | 0:2 | Uruguay Montevideo | Juventud Parque Artigas | 14 de noviembre | 10:00 |   | Por definir |
| Atenas         | 1:1 | Progreso           | Domingo Burgueño Miguel | 14 de noviembre | 19:00 | – | Por definir |
| Rampla Juniors | 0:0 | Miramar Misiones   | Olímpico Pedro Arispe   | 15 de noviembre | 10:00 |   | Por definir |
| Oriental       | 1:4 | Rentistas          | Obdulio Varela          | 15 de noviembre | 10:00 | – | Por definir |
| Sud América    | 2:1 | Albion             | Obdulio Varela          | 15 de noviembre | 16:30 | – | Por definir |
| Cerrito        | 2:1 | Bella Vista        | Parque Palermo          | 15 de noviembre | 18:00 | – | Por definir |
| Tacuarembó     | 1:2 | Potencia           | Ing. Raúl S. Goyenola   | 15 de noviembre | 20:00 | – | Por definir |

| Progreso           | 2:1 | Juventud       | Abraham Paladino         | 18 de noviembre | 10:00 |   | Por definir |
| Bella Vista        | 0:3 | Oriental       | Parque Palermo           | 18 de noviembre | 21:30 |   | Por definir |
| Albion             | 1:2 | Tacuarembó     | Parque Palermo           | 19 de noviembre | 10:00 | – | Por definir |
| Uruguay Montevideo | 1:1 | Sud América    | Monumental Luis Tróccoli | 19 de noviembre | 10:00 | – | Por definir |
| Rentistas          | 2:0 | Rampla Juniors | Complejo Rentistas       | 19 de noviembre | 16:30 | – | Por definir |
| Potencia           | 0:2 | Cerrito        | José Pedro Damiani       | 20 de noviembre | 10:00 | – | Por definir |
| Miramar Misiones   | 0:1 | Atenas         | Parque Palermo           | 20 de noviembre | 21:30 |   | Por definir |

| Sud América    | 0:4 | Progreso           | Obdulio Varela          | 24 de noviembre | 10:00 |   | Por definir |
| Albion         | 0:1 | Uruguay Montevideo | Parque Palermo          | 24 de noviembre | 10:00 | – | Por definir |
| Oriental       | 1:0 | Potencia           | Parque Palermo          | 25 de noviembre | 21:30 |   | Por definir |
| Juventud       | 0:1 | Miramar Misiones   | Juventud Parque Artigas | 26 de noviembre | 10:00 |   | Por definir |
| Rampla Juniors | 2:0 | Bella Vista        | Olímpico Pedro Arispe   | 26 de noviembre | 16:30 | – | Por definir |
| Tacuarembó     | 0:1 | Cerrito            | Ing. Raúl S. Goyenola   | 26 de noviembre | 16:30 | – | Por definir |
| Atenas         | 0:2 | Rentistas          | Domingo Burgueño Miguel | 26 de noviembre | 18:00 | – | Por definir |

| Miramar Misiones | 1:1 | Sud América        | Parque Palermo        | 29 de noviembre | 10:00 |   | Por definir |
| Bella Vista      | 1:1 | Atenas             | José Pedro Damiani    | 29 de noviembre | 10:00 | – | Por definir |
| Tacuarembó       | 2:0 | Uruguay Montevideo | Ing. Raúl S. Goyenola | 29 de noviembre | 16:30 | – | Por definir |
| Progreso         | 3:2 | Albion             | Abraham Paladino      | 29 de noviembre | 16:30 |   | Por definir |
| Rentistas        | 0:0 | Juventud           | Complejo Rentistas    | 29 de noviembre | 16:30 | – | Por definir |
| Cerrito          | 2:1 | Oriental           | Parque Palermo        | 29 de noviembre | 16:30 | – | Por definir |
| Potencia         | 1:1 | Rampla Juniors     | Obdulio Varela        | 29 de noviembre | 16:30 | – | Por definir |

| Sud América        | 0:0 | Rentistas        | Obdulio Varela          | 3 de diciembre | 17:00 | – | Por definir |
| Uruguay Montevideo | 1:3 | Progreso         | Parque Capurro          | 3 de diciembre | 17:00 | – | Por definir |
| Oriental           | 1:1 | Tacuarembó       | Parque Palermo          | 3 de diciembre | 17:00 | – | Por definir |
| Juventud           | 3:0 | Bella Vista      | Juventud Parque Artigas | 3 de diciembre | 17:00 | – | Por definir |
| Rampla Juniors     | 5:0 | Cerrito          | Olímpico Pedro Arispe   | 3 de diciembre | 17:00 | – | Por definir |
| Albion             | 0:2 | Miramar Misiones | José Pedro Damiani      | 3 de diciembre | 17:00 |   | Por definir |
| Atenas             | 3:0 | Potencia         | Domingo Burgueño Miguel | 4 de diciembre | 18:00 | – | Por definir |

## Promedios

### Clasificación
| Pos.                                         | Equipos            | PJ 2022 | PTS 2022 | PJ 2023 | PTS 2023 | PJ | PTS | DG  | Prom. |
| -------------------------------------------- | ------------------ | ------- | -------- | ------- | -------- | -- | --- | --- | ----- |
| 1°                                           | Miramar Misiones   | 27      | 40       | 32      | 66       | 59 | 106 | +34 | 1,797 |
| 2°                                           | Uruguay Montevideo | 27      | 44       | 32      | 56       | 59 | 100 | +20 | 1,695 |
| 3°                                           | Progreso           | 27      | 31       | 32      | 65       | 59 | 96  | +20 | 1,627 |
| 4°                                           | Rentistas          | –       | –        | 32      | 47       | 32 | 47  | +12 | 1,469 |
| 5°                                           | Oriental           | –       | –        | 32      | 47       | 32 | 47  | +1  | 1,469 |
| 6°                                           | Rampla Juniors     | 27      | 35       | 32      | 47       | 59 | 82  | +10 | 1,389 |
| 7°                                           | Juventud           | 27      | 27       | 32      | 51       | 59 | 78  | −1  | 1,322 |
| 8°                                           | Albion             | –       | –        | 32      | 41       | 32 | 41  | +2  | 1,281 |
| 9°                                           | Cerrito            | –       | –        | 32      | 41       | 32 | 41  | −18 | 1,281 |
| 10°                                          | Atenas             | 27      | 32       | 32      | 40       | 59 | 72  | −7  | 1,220 |
| 11°                                          | Tacuarembó         | –       | –        | 32      | 39       | 32 | 39  | −6  | 1,219 |
| 12°                                          | Sud América        | 27      | 33       | 32      | 26       | 59 | 59  | −30 | 1,000 |
| 13°                                          | Bella Vista (D)    | –       | –        | 32      | 29       | 32 | 29  | −24 | 0,906 |
| 14°                                          | Potencia (D)       | –       | –        | 32      | 21       | 32 | 21  | −26 | 0,656 |
| Última actualización: 4 de diciembre de 2023 |                    |         |          |         |          |    |     |     |       |

|  | En zona de descenso al Campeonato Uruguayo de Primera División Amateur 2024 |

### Evolución de la clasificación
| Jornada / Equipo   | 1                | 2   | 3   | 4   | 5   | 6   | 7  | 8  | 9  | 10 | 11 | 12 | 13 | 14 | 15 | 16 | 17 | 18 | 19 | 20 | 21 | 22 | 23 | 24 | 25 | 26 | 27 | 28 | 29 | 30 | 31 | 32 | 33 |   |
| ------------------ | ---------------- | --- | --- | --- | --- | --- | -- | -- | -- | -- | -- | -- | -- | -- | -- | -- | -- | -- | -- | -- | -- | -- | -- | -- | -- | -- | -- | -- | -- | -- | -- | -- | -- | - |
| Jornada / Equipo   | Miramar Misiones | 4   | 4   | 3   | 3   | 3   | 3  | 3* | 2  | 3  | 2  | 2  | 3  | 3  | 3  | 1  | 2  | 2  | 2  | 2  | 2  | 2  | 2  | 2  | 2  | 2  | 2  | 1  | 1  | 1  | 1  | 1  | 1  | 1 |
| Uruguay Montevideo | 3                | 5   | 5   | 4   | 5   | 4*  | 4  | 4  | 5  | 4  | 3  | 4  | 6  | 4  | 3  | 3  | 1  | 1  | 1  | 1  | 1  | 1  | 1  | 1  | 1  | 1  | 2  | 2  | 2  | 2  | 2  | 2  | 2  |   |
| Progreso           | 6                | 8   | 9*  | 7** | 7** | 8   | 6  | 6  | 6  | 5  | 6  | 6  | 5  | 6  | 5  | 4  | 4  | 3  | 4  | 4  | 3  | 4  | 4  | 4  | 4  | 4  | 3  | 3  | 3  | 3  | 3  | 3  | 3  |   |
| Rentistas          | 12               | 3   | 2   | 2   | 2*  | 2   | 1  | 3  | 4  | 7  | 4  | 2  | 1  | 2  | 4  | 6  | 6  | 6  | 8  | 8  | 6  | 8  | 5  | 6  | 7  | 8  | 8  | 8  | 6  | 5  | 5  | 4  | 4  |   |
| Oriental           | 2                | 2*  | 1   | 1   | 1   | 1   | 2  | 1  | 1  | 1  | 1  | 1  | 2  | 1  | 2  | 1  | 3  | 4  | 3  | 3  | 4  | 3  | 3  | 3  | 3  | 3  | 4  | 5  | 5  | 4  | 4  | 5  | 5  |   |
| Rampla Juniors     | 5                | 7   | 6   | 5** | 6** | 5   | 5  | 7  | 7  | 6  | 7  | 7  | 7  | 7  | 8  | 7  | 7  | 8  | 6  | 6  | 7  | 6  | 7  | 5  | 6  | 7  | 7  | 6  | 7  | 7  | 6  | 6  | 6  |   |
| Juventud           | 9                | 11  | 11  | 10  | 9   | 10* | 7  | 8  | 9  | 9  | 9  | 9  | 9  | 8  | 9  | 8  | 8  | 9  | 7  | 7  | 8  | 5  | 8  | 8  | 8  | 6  | 6  | 7  | 8  | 8  | 8  | 9  | 7  |   |
| Albion             | 1                | 6   | 12  | 12* | 4   | 7   | 10 | 5  | 2  | 3  | 8  | 5  | 4  | 5  | 6  | 5  | 5  | 5  | 5  | 5  | 5  | 7  | 6  | 7  | 5  | 5  | 5  | 4  | 4  | 6  | 7  | 7  | 8  |   |
| Cerrito            | 14               | 14  | 14* | 14  | 14  | 14  | 13 | 12 | 10 | 8  | 5  | 8  | 8  | 9  | 7  | 9  | 9  | 7  | 9  | 9  | 9  | 10 | 9  | 9  | 9  | 10 | 11 | 11 | 11 | 11 | 9  | 8  | 9  |   |
| Atenas             | 7*               | 10  | 10  | 9   | 10  | 11  | 11 | 10 | 11 | 11 | 11 | 11 | 11 | 12 | 12 | 12 | 12 | 12 | 10 | 11 | 10 | 11 | 11 | 10 | 10 | 9  | 9  | 9  | 9  | 9  | 10 | 11 | 10 |   |
| Tacuarembó         | 13*              | 1   | 4   | 11  | 13  | 13  | 14 | 14 | 12 | 12 | 12 | 12 | 12 | 11 | 10 | 10 | 10 | 10 | 12 | 10 | 11 | 9  | 10 | 11 | 11 | 12 | 10 | 10 | 10 | 10 | 11 | 10 | 11 |   |
| Sud América        | 8                | 9   | 8   | 8   | 8   | 9   | 8* | 9  | 8  | 10 | 10 | 10 | 10 | 10 | 11 | 11 | 11 | 11 | 11 | 12 | 12 | 13 | 13 | 13 | 12 | 13 | 13 | 13 | 12 | 12 | 12 | 12 | 12 |   |
| Bella Vista        | 10               | 12* | 13  | 13  | 11  | 6   | 9  | 11 | 13 | 13 | 13 | 13 | 13 | 14 | 13 | 13 | 13 | 13 | 13 | 13 | 13 | 12 | 12 | 12 | 13 | 11 | 12 | 12 | 13 | 13 | 13 | 13 | 13 |   |
| Potencia           | 11               | 13  | 7   | 6*  | 12  | 12  | 12 | 13 | 14 | 14 | 14 | 14 | 14 | 13 | 14 | 14 | 14 | 14 | 14 | 14 | 14 | 14 | 14 | 14 | 14 | 14 | 14 | 14 | 14 | 14 | 14 | 14 | 14 |   |

Nota: Los cuadros con * indican fecha libre para los equipos correspondientes durante el Torneo Competencia. Los cuadros con ** indican que los equipos culminaron la fecha correspondiente con un partido pendiente.

## Play-Offs
Debido a un reclamo de puntos efectuado por el Club Sportivo Cerrito en relación al encuentro frente al Club Atlético Rentistas por la segunda rueda de la fase regular, que podría haber generado modificaciones en los equipos clasificados y su respectivo ordenamiento en el cuadro, sumado a los posteriores fallos y apelaciones de las partes correspondientes, los encuentros de play-offs se disputaron en enero de 2024.

### Equipos clasificados
- Uruguay Montevideo
- Juventud
- Rentistas
- Rampla Juniors

### Cuadro
|  | Semifinales        | Semifinales      | Semifinales      |   |                | Final            | Final            | Final            |  |
|  | 15 y 19 de enero   | 15 y 19 de enero | 15 y 19 de enero |   |                | 23 y 27 de enero | 23 y 27 de enero | 23 y 27 de enero |  |
|  |                    |                  |                  |   |                |                  |                  |                  |  |
|  |                    |                  |                  |   |                |                  |                  |                  |  |
|  | Uruguay Montevideo | 0                | 0                |   |                |                  |                  |                  |  |
|  | Uruguay Montevideo | 0                | 0                |   |                |                  |                  |                  |  |
|  | Rampla Juniors     | 0                | 3                |   |                |                  |                  |                  |  |
|  | Rampla Juniors     | 0                | 3                |   | Rampla Juniors | 2                | 0                |                  |  |
|  |                    |                  |                  |   | Rampla Juniors | 2                | 0                |                  |  |
|  |                    |                  | Juventud         | 1 | 0              |                  |                  |                  |  |
|  | Juventud           | 0                | Juventud         | 1 | 0              | 2                |                  |                  |  |
|  | Juventud           | 0                |                  |   |                | 2                |                  |                  |  |
|  | Rentistas          | 0                | 1                |   |                |                  |                  |                  |  |
|  | Rentistas          | 0                | 1                |   |                |                  |                  |                  |  |
|  |                    |                  |                  |   |                |                  |                  |                  |  |

### Semifinales
| 15 de enero de 2024 | Rampla Juniors | 0:0 | Uruguay Montevideo | Estadio Olímpico, Montevideo |                           |
| 17:00               |                |     |                    | Árbitro(s): Pablo Giménez    | Árbitro(s): Pablo Giménez |

| 19 de enero de 2024 | Uruguay Montevideo | 0:3 (0:1) | Rampla Juniors                                                  | Estadio Centenario, Montevideo |                              |
| 17:30               |                    |           | Maximiliano Añasco 25' · Gonzalo Barreto 46' · Delis Vargas 73' | Árbitro(s): Daniel Rodríguez   | Árbitro(s): Daniel Rodríguez |

| 15 de enero de 2024 | Rentistas | 0:0 | Juventud | Complejo Rentistas, Montevideo |                          |
| 19:30               |           |     |          | Árbitro(s): Hernán Heras       | Árbitro(s): Hernán Heras |

| 19 de enero de 2024 | Juventud                                 | 2:1 (1:0) | Rentistas           | Parque Artigas, Las Piedras  |                              |
| 17:30               | Leonardo Melazzi 44' · Agustín Pérez 79' |           | Joshuan Berríos 48' | Árbitro(s): Jonathan Fuentes | Árbitro(s): Jonathan Fuentes |

### Final
| 23 de enero de 2024 | Rampla Juniors                                | 2:1 (1:1) | Juventud              | Estadio Olímpico, Montevideo |                            |
| 17:30               | Gonzalo Barreto 9' · Maximiliano Añasco 90+4' |           | Fernando Mimbacas 32' | Árbitro(s): Santiago Motta   | Árbitro(s): Santiago Motta |

| 27 de enero de 2024 | Juventud | 0:0 | Rampla Juniors | Parque Artigas, Las Piedras |                           |
| 16:30               |          |     |                | Árbitro(s): Pablo Giménez   | Árbitro(s): Pablo Giménez |

## Ascensos a Primera División
|                  |            |                   |
| Miramar Misiones | Progreso   | Rampla Juniors    |
| Campeón          | Subcampeón | Ganador Play-Offs |
| 2.° título       |            |                   |

## Goleadores
| Jugador             | Club             | Goles | PJ | GPP  |
| ------------------- | ---------------- | ----- | -- | ---- |
| Douglas Bittencourt | Tacuarembó       | 17    | 23 | 0.74 |
| Matías Núñez        | Oriental         | 10    | 18 | 0.56 |
| Ignacio Yepez       | Miramar Misiones | 9     | 21 | 0.43 |

## Récords
- Primer gol de la temporada: Owen Falconis de  Juventud vs.  Cerrito (4 de marzo de 2023)
- Último gol de la temporada: Jugador de AUF vs. AUF (2023)
- Mayor número de goles marcados en un partido: 8 goles:  Cerrito 2 – 6  Uruguay Montevideo (21 de octubre de 2023)
- Mayor victoria local:  Progreso 5 – 0  Atenas (10 de marzo de 2023)
- Mayor victoria visitante:  Cerrito 1 – 6  Miramar Misiones (4 de noviembre de 2023)
- Mayor racha de victorias consecutivas:  Uruguay Montevideo (7 partidos)
- Mayor racha de partidos sin perder:  Miramar Misiones (18 partidos)
- Mayor racha de partidos sin ganar:  Potencia (13 partidos)
- Mayor racha de derrotas consecutivas:  Bella Vista (8 partidos)